# Alice River (Mitchell River)
Der Alice River ist ein Fluss im Norden des australischen Bundesstaates Queensland. Er liegt in der Region Far North Queensland.

## Geographie

### Flusslauf
Der Fluss entspringt bei Imooya, rund 215 Kilometer westlich von Cooktown. Er fließt nach Westen und mündet am Westende des Mitchell-Alice-Rivers-Nationalparks, dessen Nordgrenze er bildet, in den Mitchell River.

### Nebenflüsse mit Mündungshöhen
- Jerry Dodds Creek – 131 m
- Dickies Creek – 124 m
- One Mile Creek – 116 m
- Maddigans Creek – 57 m
- Horse Creek – 55 m
- Crosbie Creek – 30 m
- Back Creek – 27 m
- Yanko Creek – 24 m
- Coota Creek – 22 m
- Mars Creek – 20 m
- Mimosa Creek – 18 m
- South Battle Creek – 18 m[1]